# Tapiscia sinensis
Espèce
Statut de conservation UICN

 VU  : Vulnérable
Tapiscia sinensis est une espèce de la famille des Tapisciaceae.
C'est un arbre qui pousse dans le biome tempéré.

## Répartition

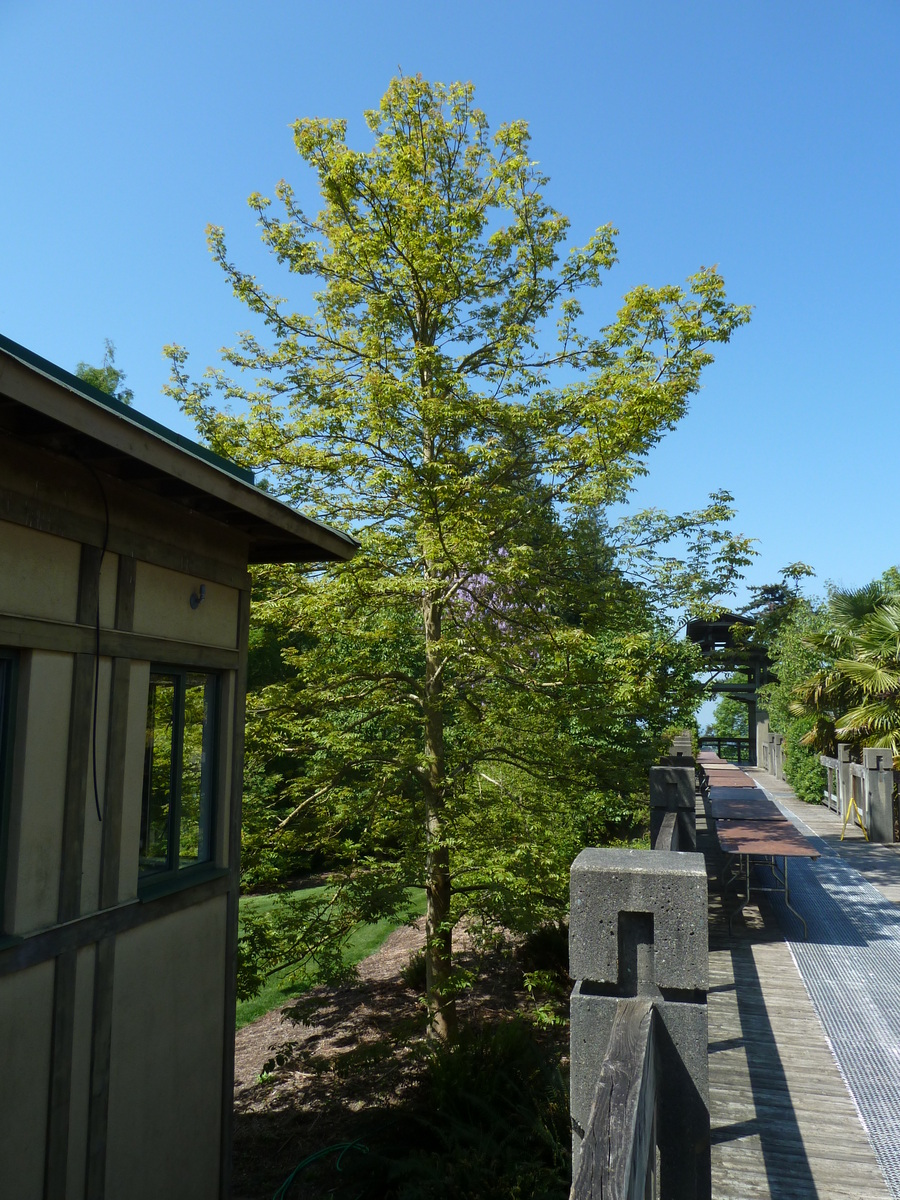
Un Tapiscia sinensis

Ce taxon se rencontre dans le pays suivant : Chine.

## Liste des variétés
Selon GBIF (17 janvier 2024) :
- Tapiscia sinensis var. macrocarpa T.Z.Hsu

## Systématique
Le nom correct complet (avec auteur) de ce taxon est Tapiscia sinensis Oliv..
Tapiscia sinensis a pour synonymes :
- Tapiscia affinis Merr. & Chun
- Tapiscia sinensis var. concolor W.C.Cheng
- Tapiscia sinensis var. sinensis